# Flávia Freire
Flávia Freire (Serra do Navio, 12 de outubro de 1974) é uma jornalista e empresária brasileira.
Foi apresentadora titular da "Previsão do Tempo" no Jornal Nacional e do "SPTV 2ª Edição",  apresentadora eventual do Jornal Hoje aos sábados e "SPTV 2ª Edição" e do Hora Um da Notícia de segunda a sexta durante os recessos de Carlos Tramontina e Monalisa Perrone, respectivamente.

## Carreira
Formada em jornalismo pela UniverCidade, no Rio de Janeiro, iniciou a sua carreira como repórter do DFTV, da TV Globo Brasília, em 1998. Posteriormente, foi transferida para a sucursal da emissora em São Paulo.
Além das reportagens para o SPTV, Bom Dia São Paulo, Antena Paulista e Jornal Hoje, foi também apresentadora do Globo Esporte e apresentou a previsão do tempo no Jornal Hoje e no SPTV 1º edição. Neste último foi responsável pelo quadro "RespirAR", bem como edições de sábado do SPTV. Apresentou também o programa Radar SP, além de ter sido reserva de Carla Vilhena no Bom Dia São Paulo e Bom Dia Brasil, e de Priscila Brandão na apresentação do Globo Rural.
Entre 16 de setembro de 2013 e 2 de maio de 2014, assumiu a apresentação do Bem Estar, cobrindo a licença maternidade de Mariana Ferrão.
Em 2015, passou a ser apresentadora eventual do Hora Um da Notícia.
Em 8 de fevereiro de 2017, após 19 anos, Flávia pediu demissão da Rede Globo e mudou-se para Portugal, tornando-se uma empresária no ramo de estética.

## Vida pessoal
A jornalista foi casada com o também jornalista César Tralli, de quem se separou em 2013.
Em 2014, ela anunciou que estava namorando o empresário Miguel Roquette, com quem atualmente é casada e tem dois filhos chamados Matheus e Francisco.

## Televisão
| Ano       | Título           | Cargo                  | Emissora           | Notas                                           |
| --------- | ---------------- | ---------------------- | ------------------ | ----------------------------------------------- |
| 1998-2000 | DFTV             | Repórter               | TV Globo Brasília  |                                                 |
| 2000-2004 | SPTV             | Repórter               | TV Globo São Paulo |                                                 |
| 2004      | Globo Esporte SP | Apresentadora          | TV Globo São Paulo |                                                 |
| 2004–2012 | Jornal Hoje      | Previsão do tempo      | TV Globo           |                                                 |
| 2007–2012 | Radar SP         | Apresentadora          | TV Globo São Paulo |                                                 |
| 2011–2017 | Jornal Hoje      | Apresentadora eventual | TV Globo           |                                                 |
| 2012–2017 | SPTV             | Previsão do tempo      | TV Globo São Paulo |                                                 |
| 2012–2013 | Jornal Nacional  | Previsão do tempo      | TV Globo           |                                                 |
| 2013-2017 | Antena Paulista  | Repórter               | TV Globo São Paulo |                                                 |
| 2013-2014 | Bem Estar        | Apresentadora          | TV Globo           | Durante a licença maternidade de Mariana Ferrão |
| 2013      | Globo Rural      | Apresentadora especial | TV Globo           | Durante as férias de Priscila Brandão           |